# Campsicnemus vafellus
Campsicnemus vafellus är en tvåvingeart som beskrevs av Octave Parent 1939. Campsicnemus vafellus ingår i släktet Campsicnemus och familjen styltflugor. Inga underarter finns listade i Catalogue of Life.